# Роканова
Рокано̀ва (на италиански: Roccanova) е село и община в Южна Италия, провинция Потенца, регион Базиликата. Разположено е на 648 m надморска височина. Населението на общината е 1633 души (към 2012 г.).